# Víctor Díaz
Víctor David Díaz Miguel , född 12 juni 1988 i Sevilla, är en spansk fotbollsspelare.

## Karriär
Den 30 mars 2022 förlängde Díaz sitt kontrakt i Granada fram till juni 2023.